# درياس
الدِّرْيَاسُ أو دُمَيص أو وِرَّيْق جبلي (الاسم العلمي:Dryas) هي جنس من النباتات يتبع فصيلة الوردية من الرتبة الورديات.

## أنواع
- درياس قوقازي (الاسم العلمي:Dryas caucasica)
- درياس محزز (الاسم العلمي:Dryas incisa)
- درياس متكامل الأوراق (الاسم العلمي:Dryas integrifolia)
- درياس ثماني البتلات (الاسم العلمي:Dryas octopetala)
- درياس حاد التسنن (الاسم العلمي:Dryas oxyodonta)
- درياس منقط (الاسم العلمي:Dryas punctata)
- درياس بابنتونياني (الاسم العلمي:Dryas babingtoniana)
- درياس أرضي (الاسم العلمي:Dryas geoides)
- درياس كبير (الاسم العلمي:Dryas grandis)
- درياس هنريكي (الاسم العلمي:Dryas henricae)
- درياس سمنيفكزي (الاسم العلمي:Dryas sumneviczii)
- درياس لزج (الاسم العلمي:Dryas viscosa)

## أنواع هجينة
- درياس لويني (الاسم العلمي:Dryas lewinii)
- درياس طواف (الاسم العلمي:Dryas vagans)
- درياس ويسياني (الاسم العلمي:Dryas wyssiana)